# Hel·lenització de la toponímia de l'estat grec

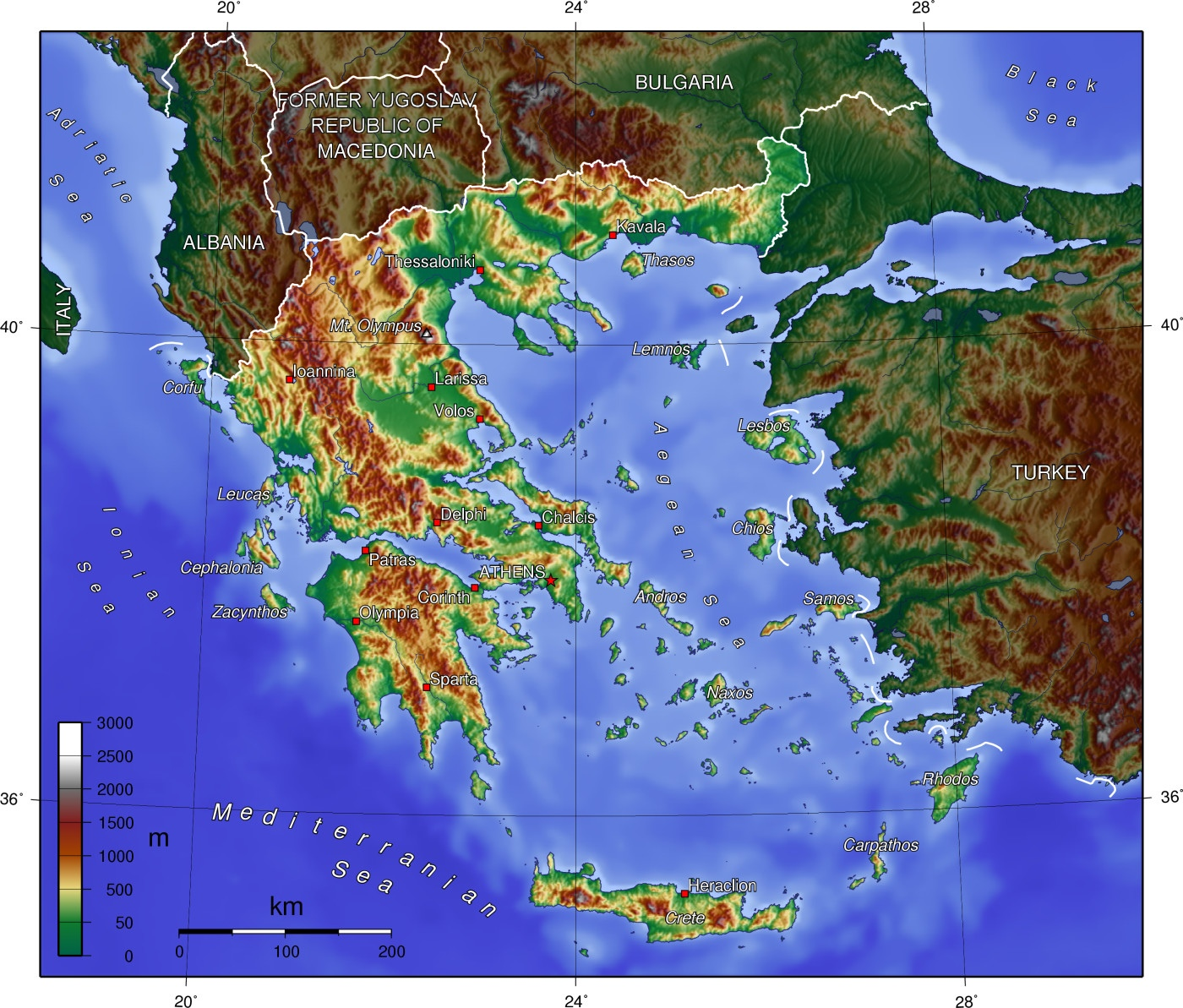
L'estat grec segons les fronteres d'avui en dia

D'ençà de la creació del Regne de Grècia el 1832, l'estat grec ha seguit una política d'hel·lenització de la toponímia que ha comportat incomptables canvis en els noms de lloc de tot el territori de l'estat.
Aquesta política toponímica era una manifestació més de la política d'hel·lenització de l'estat fruit del nacionalisme grec, que perseguia la creació d'un estat culturalment grec a tots els nivells. Aquest procés de reanomenament de la toponímia començà tan bon punt es creà l'estat grec el 1832, i continuà durant tot el segle xix i fins al darrer terç del segle xx per mitjà de decrets, lleis punitives, canvis en el cens i en els mateixos mapes del servei geogràfic.
Els topònims damnificats eren principalment albanesos, eslaus, turcs i valacs, i, en menor mesura, llatins i fins i tot grecs. Els nous topònims imposats foren, principalment, els topònims de la Grècia Clàssica que corresponien a la zona, però també topònims genèrics del grec modern. Les zones més afectades foren les de Tràcia, Macedònia, l'Epir i a les regions de la Grècia Central i el Peloponnès amb presència abundant de pobladors albanites.
Altres estats també han dut a terme polítiques semblants, tot i que menys ambicioses, com Romania, Espanya i Itàlia.

## Història

### Rerefons històric
Les regions del Peloponnès, Beòcia, Tessàlia, l'Àtica i les illes, amb Creta i Eubea, es poden considerar el bressol de la civilització grega. Per bé que, ja a l'antiguitat, s'identifica un seguit de pobles no grecs en aquestes regions, com els lèleges, els abants, els dríops i, principalment, els pelasgs, aviat aquests pobles s'assimilaren i aquestes zones esdevengueren lingüísticament homogènies. Aquest passat deixà, això sí, un substrat lingüístic dit pregrec, al qual anava associada una toponímia, de la qual són exemple clàssic els noms acabats en -nthos (Corint, Tirint, Erimant, Cerint).
Amb les migracions gregues cap a l'Àsia Menor del final del segon mil·lenni aC, i, a començament de l'edat del ferro, les primeres colonitzacions a Tràcia, la Mar Negra, la Magna Grècia, l'Adriàtic Líbia i altres, els grecs començaren a conviure amb altres pobles i, per tant, amb toponímia no grega. Ja a l'antiguitat tardana, durant el període de les Grans migracions, arribaren tot un seguit de pobles que passaren a conviure amb els grecs i a influir en la toponímia: a l'Àsia Menor, principalment turcs, mentre que a la Grècia europea arribaren pobles eslaus, valacs i albanesos.
Amb la desfeta de l'Imperi Romà d'Orient a la Quarta Croada, i sobretot després de la caiguda de l'Imperi el 1453, el poble grec perdé el seu estat de referència i entrà en una decadència cultural pregona. A final del segle xviii, els grecs cohabitaven amb altres pobles gairebé arreu de tot el territori que ocupaven (solament les Illes Jòniques i qualque illa de l'Egeu romangueren gairebé totalment gregues) i, per tant, es generà molta de toponímia no grega en tots aquests territoris. Així, al Peloponnès era molt abundant la toponímia eslava, a l'Àtica hi hagué un gran nombre de poblacions albanites i a Tràcia i a Macedònia els grecs cohabitaven amb eslaus, valacs i turcs.

### La política de l'estat grec
Amb la Independència de Grècia i l'aparició d'un nou estat grec el 1832, els ideòlegs del nou estat perceberen la necessitat de convertir Grècia en un estat nació de llengua i cultura hel·lèniques, i una de les parts d'aquest programa d'hel·lenització era implantar una toponímia grega que transmetés la impressió que el poble que habitava aquella terra era exclusivament grec. I és que com a resultat dels intercanvis de població, es produïa un contrast entre la composició ètnica d'un territori, llavors ja aclaparadorament grega, i la toponímia del mateix territori, que reflectia un moment històric en què els grecs eren clara minoria. Així doncs, la primera administració del nou estat ja de bon començament manifestà les seves intencions anomenant les principals regions del territori recuperant els noms antics i obviant els que eren en ús: Peloponnès en comptes de Morea, Sterea Elada ('Grècia Central') en comptes de Rumeli i Eubea en comptes d'Egripos. Ja abans de la independència es constaten canvis, com és el cas de Càndia, la capital de Creta, que a començament de segle ja havia començat a ser anomenada Ηράκλειον Iráklion, fins llavors en grec Χάνδακας o, popularment, Μεγάλο Κάστρο Megalokastro.
El primer decret que imposà el reanomenament de topònims fou de 1833. Desaparegueren noms de regions com Karleli, Dervenokhoriaen, Krávaragr, Apókurogr i Bodonitza, i es recuperaren les clàssiques Etòlia, Acarnània, Fòcida, Lòcrida, Beòcia, Àtica... Al Peloponnès, desapareixen topònims com Kato Nakhaié o Nezerágr i es recuperen Acaia, Messènia, Arcàdia, Lacònia, Trifília, Lacedemònia i tantes altres.
La renovació toponímica anà molt més enllà de regions i contrades. També afectà viles, com Vostitsa (Ègion), Arkadiá (Ciparíssia), Neokastro o Navarino (Pilos), Tripolitsá (Trípoli), Vátulo (Ítiloen), Dragamesto (Astacos), Brakhori (Agrínion), Zituni (Làmia), Salona (Amfissa); i illes, com és el cas de Kuluri (Salamina), Thermiá (Citnos), Axiá (Naxos) i Arzandiera (Kímolos).

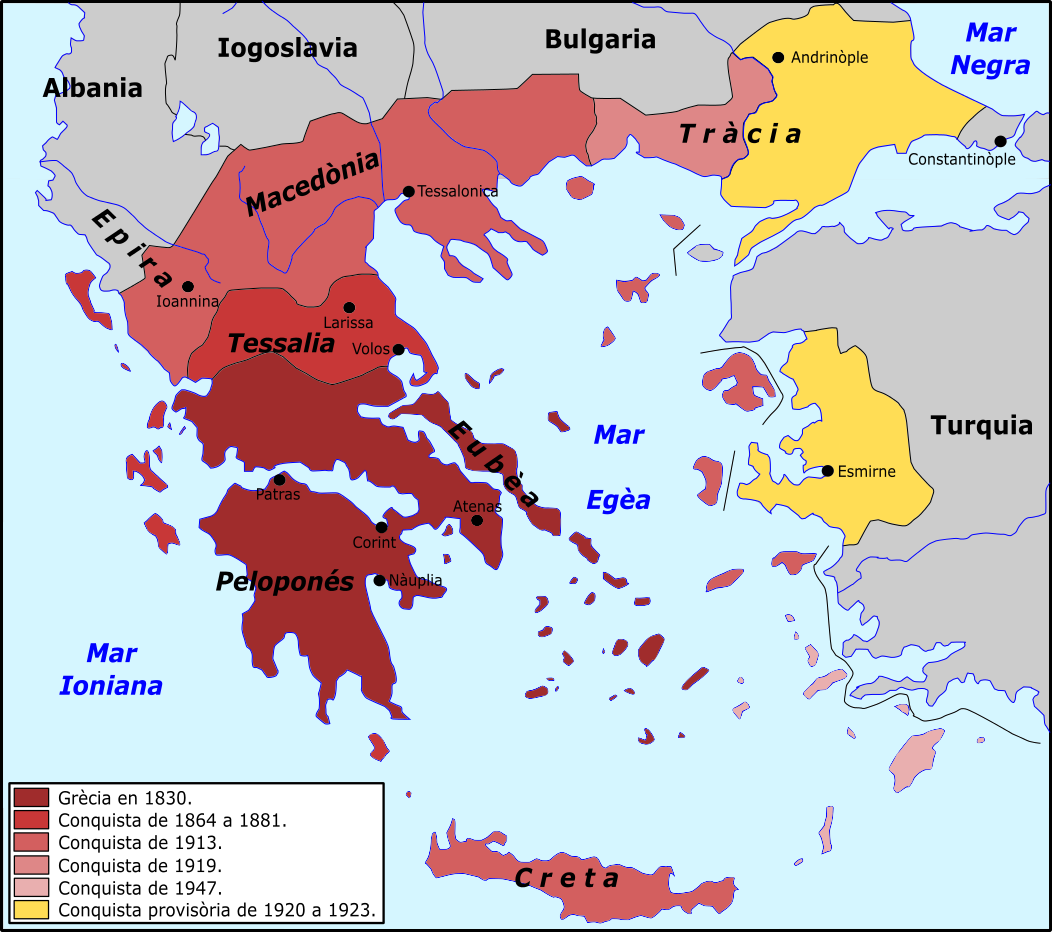
Evolució territorial de l'estat grec

Al llarg del segle xix els canvis continuen d'un cens a l'altre: Tsímova (Aeropoli), Kastrí (Hermíone), Kursalàs (Koropí), Kastrí (Delfos), Karvassaràs (Amfilòquia). Els canvis van més enllà, i afecten també la toponímia de la geografia física en els mapes: els rius Alamana (Esperqueu), Arta (Aractos), Aspropòtamos (Aqueloos), Vassilopòtamos (Eurotes), Vístritsa (Haliacmó), Gastunis (Peneu), Ζelekhovítikos (Ladó), Likormas (Evenos), Pànitsa (Ínac), Rufiás (Alfeu), i les muntanyes de Velukhi (Timfrestos), Vodiàs (Panaqueu), Vulkano (Itome), Elatiás (Citeró), Zíria (Cil·lene), Liàkura (Parnàs), Malevó (Parnó), Ozià (Parnes), Paleovuna (Helicó), Pentadàktylos (Taíget), Khelmós (Aroània).

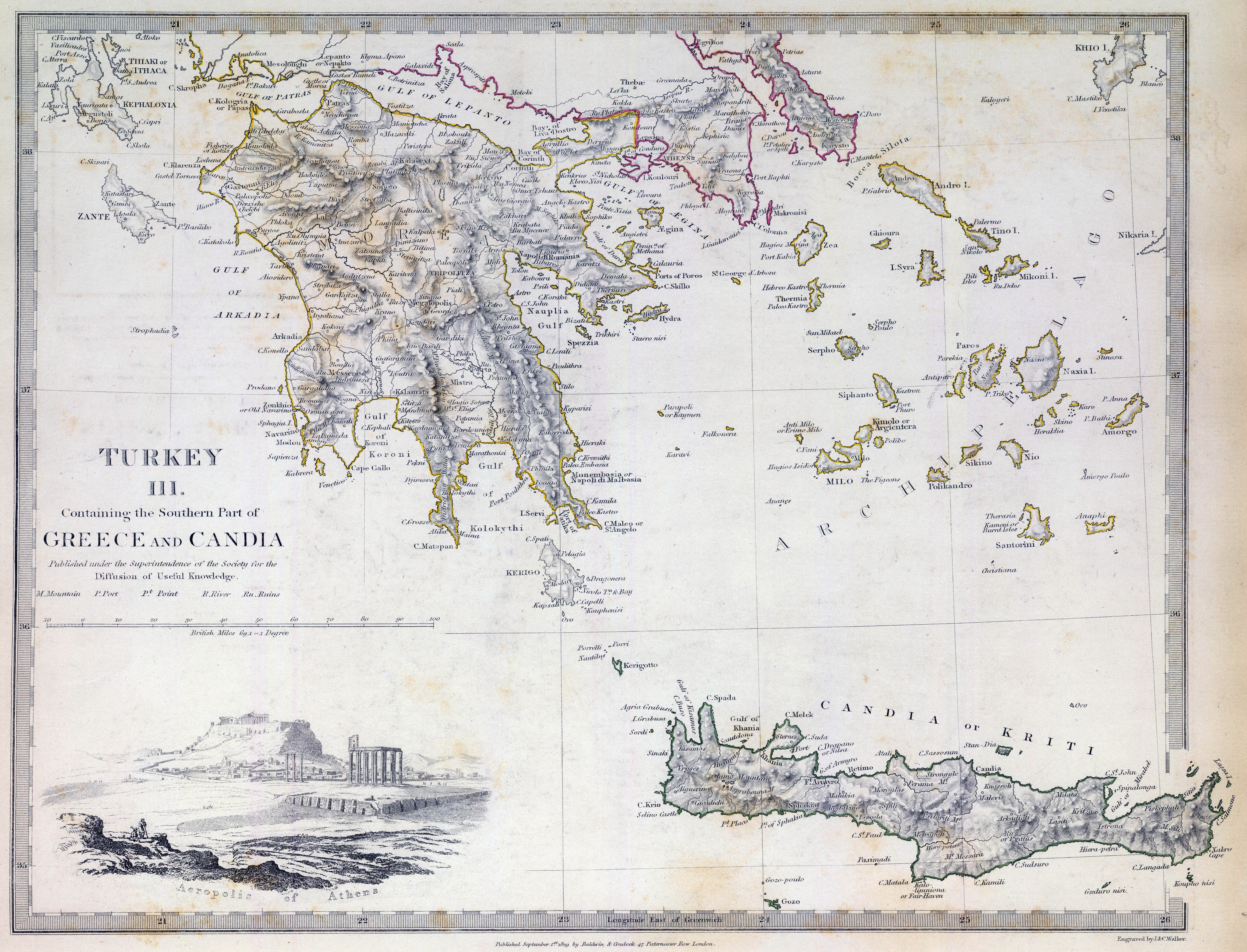
Mapa de 1829, on es pot apreciar una bona quantitat de topònims avui en desús

Inicialment, l'àrea afectada per l'hel·lenització toponímica només afectava Eubea, el Peloponnès, la Grècia central i Etòlia i Acarnània, atès que eren els límits fronterers del Regne de Grècia, i la incorporació de les illes jòniques el 1864 no canvià gaire les coses atès que és una de les regions en què la toponímia grega s'havia mantengut més vigorosa. Però després de la Convenció de Constantinoble (1881) i, principalment, després del Tractat de Bucarest (1913), s'incorporaren primer Tessàlia, i més tard l'Epir i Macedònia (i Tràcia occidental el 1923), les regions amb més toponímia no grega de l'estat grec.

Mapa de 1829, on es pot apreciar una bona quantitat de topònims avui en desús

Finalment, el 1910 es creà una comissió «per estudiar els topònims de Grècia i aclarir el seu significat històric», amb la finalitat d'aclarir l'origen lingüístic dels topònims de l'estat i d'aclarir-ne el significat, per si s'optava per una traducció. Les raons adduïdes són les següents:
| « | Els noms bàrbars i en grec desfaiçonat no només entristeixen l'esperit de la llengua, ans també tenen un efecte educatiu perniciós pels habitants, atès que empetiteix i humilia la seva consciència i, a més, ofereix una impressió falsa de la composició ètnica de la població de les viles, els noms estrangers de les quals podrien ser presos com a indici del seu origen estranger. | » |

Segons la comissió, calia reanomenar un de cada tres topònims de Grècia. Els primers membres de la comissió foren acadèmics (historiadors, arqueòlegs i lingüistes) grecs de gran renom, entre els quals Nikólaos Politis, Spirídon Lambros, Sokratis Kugeas, Nikólaos Veis, Konstandinos Àmandos, Panagiotis Kavvadias i Iorgios Sotiriadis. En els primers deu anys, la comissió fou més acurada que no ràpida, i això portà el govern a cercar solucions, més encara quan feia poc que s'havia incorporat Macedònia i l'Epir i s'acumulava feina. Així, el 1919 la comissió anuncià la decisió de col·laborar amb els mestres i professors de tot el territori. La circular deia:
| « | La Comissió de Topònims de Grècia, la tasca principal del qual és de publicar tots els noms turcs de termes i poblacions, els quals contaminen i desfiguren la imatge del nostre bell país, i també de fornir una explicació a les conclusions ètniques desfavorables a la nació grega que els pobles rivals fan servir contra nosaltres, ha decidit d'intensificar els seus esforços per substituir topònims estrangers amb topònims grecs. Triar un nom nou no és fàcil: cal un coneixement acurat del territori, que els membres de la comissió, que viuen a Atenes, no tenen. Per aquest motiu, la comissió ha decidit de confiar en els representants locals de l'esperit de Grècia: els mestres de l'estat. | » |

La nova consigna donà fruits: cap al 1928 ja s'havien produït més de 2.500 canvis toponímics. Més tard davallà el ritme: entre 1929 i 1952 se'n produïren 354, però en els cinc anys següents, fins a 1957, n'hi hagué 760. De llavors ençà fins a 1971 n'hi hagué 326, i a partir de llavors els canvis han estat ocasionals, no tant per un canvi en la política com pel fet que no hi ha gaire més topònims per reanomenar. A tall d'exemple, el 1994 el districte de Nea Liosia (Atenes) canvià el nom per Ílion. Actualment, gairebé la meitat dels noms de llocs de Grècia han canviat el nom d'ençà que s'incorporaren a l'estat grec.
Aquest procés d'hel·lenització toponímica afectà també la microtoponímia. En efecta, ja abans de la Guerra el Servei Geogràfic de l'Exèrcit sol·licità l'ajuda de la facultat de filologia de la Universitat de Tessalònica per tenir uns criteris per hel·lenitzar la microtoponímia dels mapes del Servei Geogràfic, sense anunciar-ho públicament. Fins a final dels anys seixanta per les oficines del servei d'intel·ligència circularen equivalències toponímiques per evitar errors.

## Metodologia

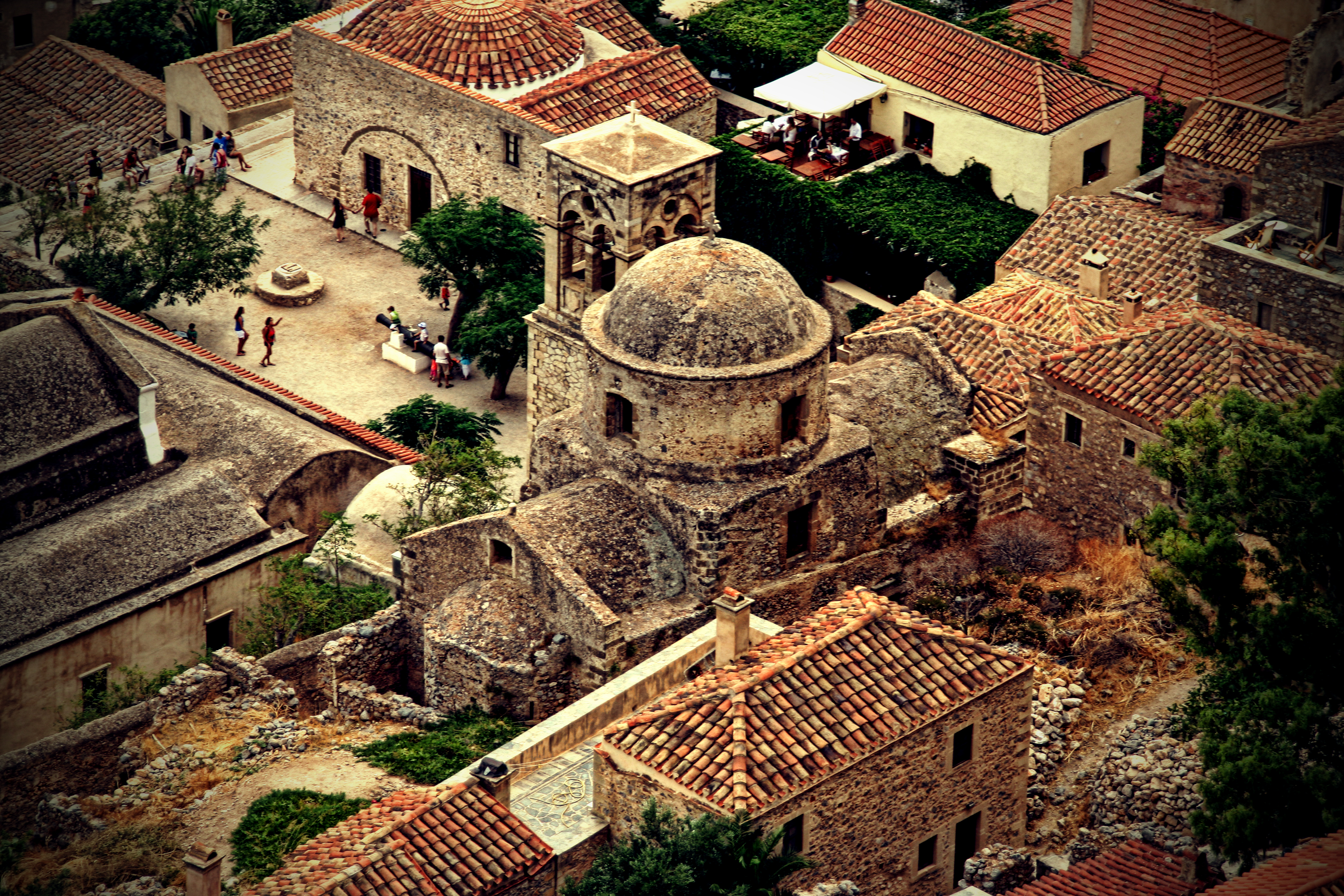
Monemvàsia és una vila que conserva plenament el seu aspecte medieval i evoca un passat que no es correspon amb la Grècia clàssica.

El braç executor fou l'estat, per mitjà de la comissió d'acadèmics, però els mateixos ciutadans en foren un motor important, començant per polítics regionals, passant per historiadors locals i fins als mateixos veïns de les poblacions que decidiren de reanomenar la seva toponímia. Tot i així, també hi hagué oposicions, i hi hagué canvis que no quallaren perquè la població els rebutjà, com el de l'illa de Spetses, que havia de ser reanomenada Tipárinos (grec: Τιπάρηνος) segons el nom antic, o Kiato pel nom de l'antiga Sició, que finalment esdevengué el nom del municipi. Altres canvis no reeixits foren el de Cineta per Kalàvrita, Pilos de Trifília per Pirgos, Parràsia per Fanarigr, Karítainaen per Gortina o Monemvàsia per Epidaure Limera.
Una mesura d'hel·lenització toponímica sense tant d'impacte com és el de canviar els noms de les viles i les ciutats ha estat la de mantenir el nom de les poblacions però imposar noms clàssics als municipis, aprofitant el fet que la major part de municipis de Grècia són agrupacions de poblacions veïnes. És el cas esmentat de Kiato i l'antiga Sició, i també dels municipis d'Egialea, Almòpia, Dodona, Erimant, Festos, Elis, Orèstida, Peònia, Trifília i el d'Aristotelis, que pren el nom del filòsof Aristòtil pel fet que va néixer a Estagira, les ruïnes de la qual són al municipi d'Aristotelis. En altres casos, com el d'Orcomen (Beòcia) i el d'Alíartos, s'aprofità que dues poblacions eren conurbades per reviure el nom clàssic perquè les agrupàs en una sola població (Athamas i Petromagula a Orcomen, i Moulki i Krimbàs a Alíartos).

### L'antiga toponímia
L'objecte principal dels canvis toponímics foren els topònims turcs, atès que el període de domini otomà (la turcocràcia) era el que reflectia de manera més evident la decadència i subordinació del poble grec a una nació rival, perquè afegia el fet religiós al fet cultural. Els topònims turcs abundaven sobretot a les regions de Macedònia i Tràcia.

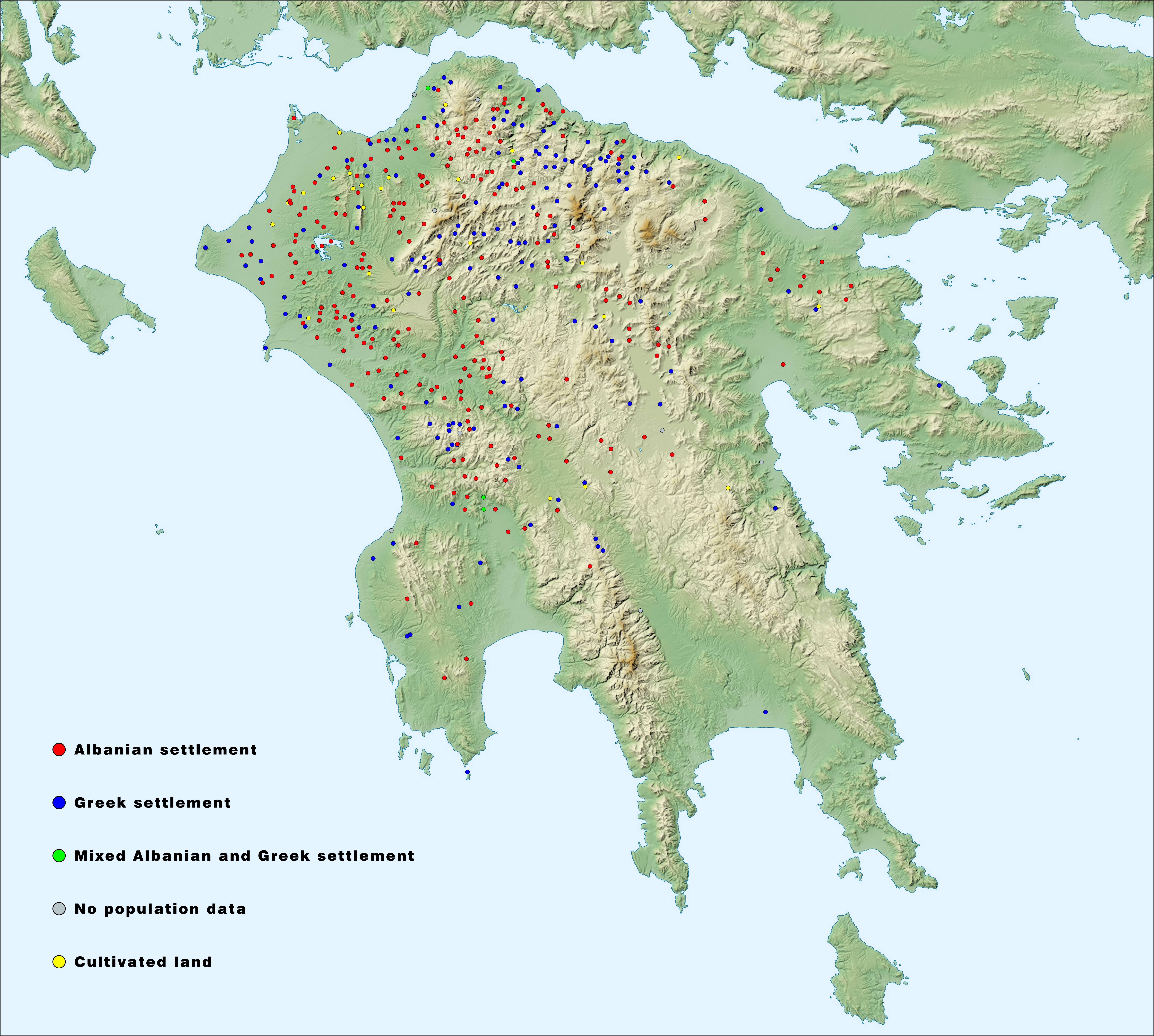
Mapa del Peloponnès amb les poblacions albaneses i gregues al

Però ràpidament també es considerà que calia hel·lenitzar també la toponímia que reflectia la presència d'altres pobles no grecs, encara que la seva presència a Grècia no hagués comportat un domini polític. Era el cas de la toponímia eslava, tan present a la zona del Peloponnès cal deduir que era una llengua comuna a l'edat mitjana en aquest territori, com es dedueix precisament de la seva toponímia. A tall d'exemple, al Peloponnès abundaven com a nom de lloc mots genèrics eslaus com ara Glina 'terra argilosa' (documentat en vuit ocasions), Virós o Vir '(riu) fondo' (10 ocasions), Korita o Korito 'lloc per abeurar animals' (24 ocasions), Mutsiara o Močur / Močvara 'aigües estancades (14 ocasions) o Granitsa 'frontera' (15 ocasions). Bona part d'aquesta toponímia eslava, tant al Peloponnès com a altres regions com ara la Grècia Central, ha estat substituïda al llarg dels anys.
Un altre objecte de substitució toponímica fou el cas de la toponímia valaca. A diferència de la toponímia eslava, que reflectia un passat (al segle xix no hi havia eslaus al Peloponnès), la toponímia valaca reflectia justament que aquell territori era poblat per valacs, abundants sobretot a la zona interior de Grècia, entorn de la serralada del Pindos i la frontera amb Iugoslàvia. A tall d'exemple, a la zona de Zagorien, més d'un 15% de la toponímia era valaca. Semblant és el cas de la toponímia dels albanites, que vivien (i encara ara) sobretot a Eubea, l'Àtica, l'Argòlida i la zona de Corint, però també a la frontera amb Albània. També se substituïren topònims llatins, derivats de la llatinocràcia, com és el cas de Salona, avui Amfissa; Arzandiera (Argentiera; Cimolos) i Santorini (Santa Irene, avui oficialment Θήρα, Thira).

### La nova toponímia
Segons les paraules de la mateixa comissió toponímica, calia un bon coneixement històric i geogràfic de la regió per elegir un topònim adient. Això és perquè els nous topònims tenien dues fonts principals: o bé s'imposava un topònim de l'antiga Grècia perdut, mitjançant les fonts històriques, o bé s'imposava un topònim nou que fos indicatiu de la geografia de la zona.

En ocasions s'ha assolit un compromís entre el topònim tradicional i l'històric. A la foto, cartell que identifica la vila de Seliana amb l'antiga Fèl·loe.

Generalment la primera opció era el de recuperar toponímia antiga, atès que era la que permetia de connectar el nou poble grec amb el seu passat gloriós. D'aquest tipus destaquen, sobretot, noms de regions, gairebé totes perdudes: Àtica, Beòcia, Peloponnès, Acarnània... També illes i grans ciutats: Eubea, Kímolos, Astacos, Messini, Làmia... En ocasions el canvi era degut més a la voluntat de recuperar un antic topònim que no al rebuig del topònim actual: Pilos, Hermíone, Delfos, Iulis o Driòpidaen eren anomenades antigament amb noms grecs (respectivament, Neokastro, Kastrí i Khora). Però en altres ocasions la toponímia antiga era un recurs per substituir topònims no desitjats; en aquest cas es recorria als escrits dels antics per trobar topònims que corresponguessin a la zona encara que fossin poc coneguts. Per això, s'utilitzaven les obres de geografia, principalment Pausànies.
L'altre recurs, doncs, era crear nous topònims. Això es podia fer traduint els topònims al grec (d'aquí que la comissió consideràs important identificar el significat i l'origen dels topònims) o bé emprant noms que fossin descriptius del paisatge i l'entorn que havien d'anomenar. Aquesta darrera opció generà múltiples poblacions amb noms repetits: Κρήνη 'font' (10 vegades), Λεύκη 'blanca' (10), Χαραυγή 'alba' (10), Κυψέλη 'rusc' (11), Εξοχή 'camp' (11), Αγία Τριάς 'Santíssima Trinitat' (12), Μεταμόρφωσις 'Transfiguració' (12), Πλάτανος 'platanus orientalis' (12), Άγιος Γεώργιος 'Sant Jordi' (13), Αγία Παρασκευή 'Divendres Sant'/'Santa Paraskevi' (15), Άγιος Νικόλαος 'Sant Nicolau' (15), Πηγή 'font' (15), Σταυρός 'creu' (15), Κρυονέρι 'aigua freda' (17), Δάφνη 'llorer' (24), Καλλιθέα 'bella vista' (44).
Hi ha un grup de topònims que no s'havien perdut però que havien variat la forma; es considerà que per l'assoliment d'una toponímia purament grega calia revertir aquests canvis. Així, topònims com els següents recobraren la forma clàssica: Vátulo (Ítiloen), Talanti (Atalantien), Tziá (Kea), Polýkandros (Folegandros), Nafió (Anafi), Lepant (Naupacte). Altres casos, com el de Tripolitsá (Trípoli) i Anatolikó (Aitolikó), es varià lleugerament el topònim per donar-li un aspecte clàssic encara que a l'antiguitat no existís cap ciutat amb aquests noms.

## Topònims
Llista no exhaustiva de topònims modificats:
| Població      | Nom antic                                            | Any  | Unitat perifèrica | Perifèries           | Notes |
| ------------- | ---------------------------------------------------- | ---- | ----------------- | -------------------- | --- |
| el Pireu      | Πόρτο Δράκο (Porto Draco)                            | 1822 | el Pireu          | Àtica                | Porto Leone (també en grec: Πόρτο Λεόνε) pels llatins i Aslan Limanı pels turcs, a causa del Lleó del Pireuen. |
| Calcis        | Εγρίπο (Egripo)                                      | 1822 | Eubea             | Grècia Central       | Anomenada com l'estret de l'Eurip per metonímia (català: Negrepont; italià: Negroponte) |
| Iràklio       | Χάνδακας (Khándakas) o Μεγάλο Κάστρο (Megalo Kastro) | 1822 | Iràklio           | Creta                | En català Càndia, de l'àrab rabḍ al-ḫandaq 'castell del fossat', origen també del turc Kandiye i del grec Χάνδακας, en katharévussa Χάνδαξ, caigut en desús en favor de Megalo Kastro 'castell gran'. Creta no s'incorporà a l'estat grec fins a 1913, però el nom d'Iràklio ja havia estat reintroduït el 1822 per Mikhail Komninos Afendulief. |
| Agrínion      | Βραχώρι (Vrakhori)                                   | 1833 | Etòlia            | Grècia Occidental    | |
| Alexandrúpoli | Δεδεαγάτς (Dedeagats)                                | 1920 | Hebros            | Tràcia               | En turc Dedeağaç. Quan fou capturada per l'exèrcit grec el 1920, el govern local decidí de canviar el nom en Neàpolis (Νεάπολις); poc més tard, el rei Alexandre I visità la ciutat, i el govern local tornà a aprovar un canvi de nom, aquesta vegada en honor al rei.                                                                          |
| Làmia         | Ζητούνι (Zituni)                                     | 1833 | Ftiòtida          | Grècia Central       | En català medieval el Citó |
| Ptolemaida    | Καϊλάρια (Kailaria)                                  | 1927 | Kozani            | Macedònia Occidental | En turc Kayılar, referit als kayı, la tribu d'Osman I, fundador de l'estat otomà |
| Aspropirgos   | Καλύβια                                              | 1899 | Àtica Occidental  | Àtica                | |
| Salamina      | Κούλουρη                                             | 1822 | Illes             | Àtica                | |
| Artemida      | Λούτσα                                               | 1977 | Àtica Oriental    | Àtica                | |
| Oreokastro    | Δαούτ Μπαλή (Daut Balí)                              | 1926 | Tessalònica       | Macedònia Central    | |
| Ègion         | Βοστίτσα (Vostitsa)                                  | 1833 | Acaia             | Grècia Occidental    | |
| Amfilòquia    | Καρβασαράς (Karvassarás)                             | 1908 | Acarnània         | Grècia Occidental    | |
| Astacos       | Δραγαμέστι (Dragamesti)                              | 1833 | Acarnània         | Grècia Occidental    | |
| Histiea       | Ξηροχώρι (Xirokhori)                                 | 1913 | Eubea             | Grècia Central       | En referència a l'antiga ciutat d'Histiea |
| Crènides      | Ράχτσα (Rakhtsa)                                     | 1926 | Kavala            | Macedònia Oriental   | |
| Amfissa       | Σάλωνα (Salona)                                      | 1833 | Fòcida            | Grècia Central       | |
| Leuctres      | Παραπούγγια (Parapungia)                             | 1915 | Beòcia            | Grècia Central       | |
| Nèmea         | Άγιος Γεωργιος (Aios Iorgios)                        | 1923 | Coríntia          | Peloponnès           | |
| Hermíone      | Kastrí (Kastrí)                                      | 1836 | Argòlida          | Peloponnès           | En referència a l'antiga ciutat d'Hermíona |
| Megalòpolis   | Σινάνο (Sinano)                                      | 1836 | Arcàdia           | Peloponnès           | |
| Messini       | Νησί (Nisí)                                          | 1867 | Messènia          | Peloponnès           | |
| Aitolikó      | Ανατολικό (Anatolikó)                                | 1822 | Etòlia            | Grècia Occidental    | |
| Ciparíssia    | Αρκαδία (Arkadia)                                    | 1833 | Messènia          | Peloponnès           | |
| Pilos         | Ναβαρίνο o Νεόκαστρο (Navarino, Neókastro)           |      | Messènia          | Peloponnès           | |
| Trezè         | Δαμαλάς (Damalàs)                                    | 1929 | Argòlida          | Peloponnès           | En referència a l'antiga ciutat de Trezè |
| Tanagra       | Βράτσι (Vratsi)                                      | 1915 | Beòcia            | Grècia Central       | Les restes de l'antiga ciutat de Tànagra són a uns 5 km a l'oest. |
| Èritres       | Κριεκούκι (Kriekuki)                                 | 1927 | Àtica Occidental  | Àtica                | |
| Platees       | Kόκλα (Kokla)                                        | 1916 | Beòcia            | Grècia Central       | En referència a l'antiga ciutat de Platea |
| Elatea        | Δραχμάνι (Drakhmani)                                 | 1916 | Ftiòtida          | Grècia Central       | En referència a l'antiga ciutat d'Elatea |
| Amficlea      | Δαδί (Dadí)                                          | 1915 | Ftiòtida          | Grècia Central       | En referència a l'antiga ciutat d'Amficlea |
| Gonnoi        | Δερελί (Derelí)                                      | 1927 | Làrissa           | Tessàlia             | En referència a l'antiga ciutat de Gonnos |
| Díon          | Μαλαθριά (Malathriá)                                 | 1961 | Pièria            | Macedònia Central    | En referència a l'antiga ciutat de Díon |
| Abdera        | Μπουλούστρα (Bulustra)                               | 1920 | Xanthi            | Tràcia               | |
| Iulis         | Χώρα (Khora)                                         |      | Kea-Kithnos       | Egeu Meridional      | Khora significa 'vila', i és el nom que a la major part d'illes petites es dona a la població principal. |
| Driòpida      | Σύλλακας o Χωριό (Síl·lakas, Khorió)                 |      | Kea-Kithnos       | Egeu Meridional      | |

### Topònims conservats
Són nombrosos els topònims que no han patit aquestes modificacions. En la major part de casos, es tracta de poblacions que han sorgit a partir de l'edat mitjana i que tenen topònims d'aquest mil·lenni.
En canvi, són molt poques les poblacions antigues que han mantengut el topònim històric i que el mantenen sense necessitat d'intervenció de l'estat grec. Aquesta n'és una llista força exhaustiva:
| - Atenes - Tebes - Argos - Mègara - Corint - Patres - Tessalònica - Mitilene | - Epidaure - Quios - Rodes - Lindos - Eleusis - Farsàlia - Carist - Domokós (antiga Tàumacos) | - Làrissa - Levàdia - Véria - Maronea - Modó - Naupacte - Corfú (grec: Κέρκυρα, Kérkyra) - Tríkala (antiga Trica) |